# Anselmo Guido Pecorari
Anselmo Guido Pecorari (né en 1946) est un prélat catholique italien, ancien nonce apostolique en Bulgarie (en) et en Macédoine (en) pour le Saint-Siège.

## Biographie
Anselmo Guido Pecorari est né le 19 mai 1946 à Sermide dans la province de Mantoue en Italie. Il est ordonné prêtre le 27 septembre 1970 et est incardiné au diocèse de Mantoue. Il entre dans les services diplomatiques du Saint-Siège le 25 mars 1980. Le 29 novembre 2003, il est nommé archevêque titulaire de Populonia (de) et nonce apostolique au Rwanda par le pape Jean-Paul II. Il est consacré le 11 janvier 2004 par le cardinal Angelo Sodano avec comme co-consécrateurs Egidio Caporello (it) et Oscar Rizzato (it).
Le 17 janvier 2008, il est nommé nonce apostolique en Uruguay (en) par le pape Benoît XVI. Le 25 avril 2014, le pape François le nomme nonce apostolique en Bulgarie (en) et aussi en Macédoine (en) le 11 juillet suivant.
Le 31 décembre 2021, le pape François accepte sa démission pour raison d'âge.

## Succession apostolique
Anselmo Guido Pecorari a ordonné les évêques suivants :
- Évêque Strahil Kavalenov (en) (2021)